# Giovanni Codato
Giovanni Codato, född 28 juni 1999 i Saronno, är en italiensk roddare. Hans syster Alice Codato är också en roddare.

## Karriär
Vid U23-EM 2021 i Kruszwica tog Codato brons i tvåa utan styrman tillsammans med Paolo Covini.
Vid olympiska sommarspelen 2024 i Paris slutade Codato på 12:e plats tillsammans med Davide Comini i tvåa utan styrman. Vid EM 2025 i Plovdiv tog han silver i tvåa utan styrman tillsammans med Nunzio Di Colandrea samt brons med det italienska laget i åtta med styrman.